# Національний олімпійський комітет Франції
Національний олімпійський та спортивний комітет Франції (фр. Comité National Olympique et Sportif Français; унікальний код МОК — FRA) — організація, що представляє Францію в міжнародному олімпійському русі. Штаб-квартира розташована в Парижі. Комітет заснований у 1894 році, в тому ж році був прийнятий у МОК (перший член разом з США), є членом ЄОК, організовує участь спортсменів з Франції в Олімпійських, Європейських іграх та інших міжнародних змаганнях.